# Acranthera longipetiolata
Acranthera longipetiolata är en måreväxtart som beskrevs av Elmer Drew Merrill och Cornelis Eliza Bertus Bremekamp. Acranthera longipetiolata ingår i släktet Acranthera och familjen måreväxter. Inga underarter finns listade i Catalogue of Life.